# Háromszék
Háromszék egyike volt a székely székeknek, vagyis a történelmi Székelyföld közigazgatási egységeinek. 1562-ben jött létre az addig önálló Kézdiszék, Orbaiszék és Sepsiszék egyesülésével.

## Földrajza
Földrajzilag Háromszék megközelítőleg Románia közepén helyezkedik el, a Keleti-Kárpátok ívének belsejében, a Kárpátkanyarban. Szomszédai: keleten Bákó, Vráncsa és Buzău, délen és nyugaton Brassó, északon pedig Hargita megye. Magassága 468 m-től (Ágostonfalva mellett) 1777 m-ig (Lakóca csúcs) terjed.
Domborzata

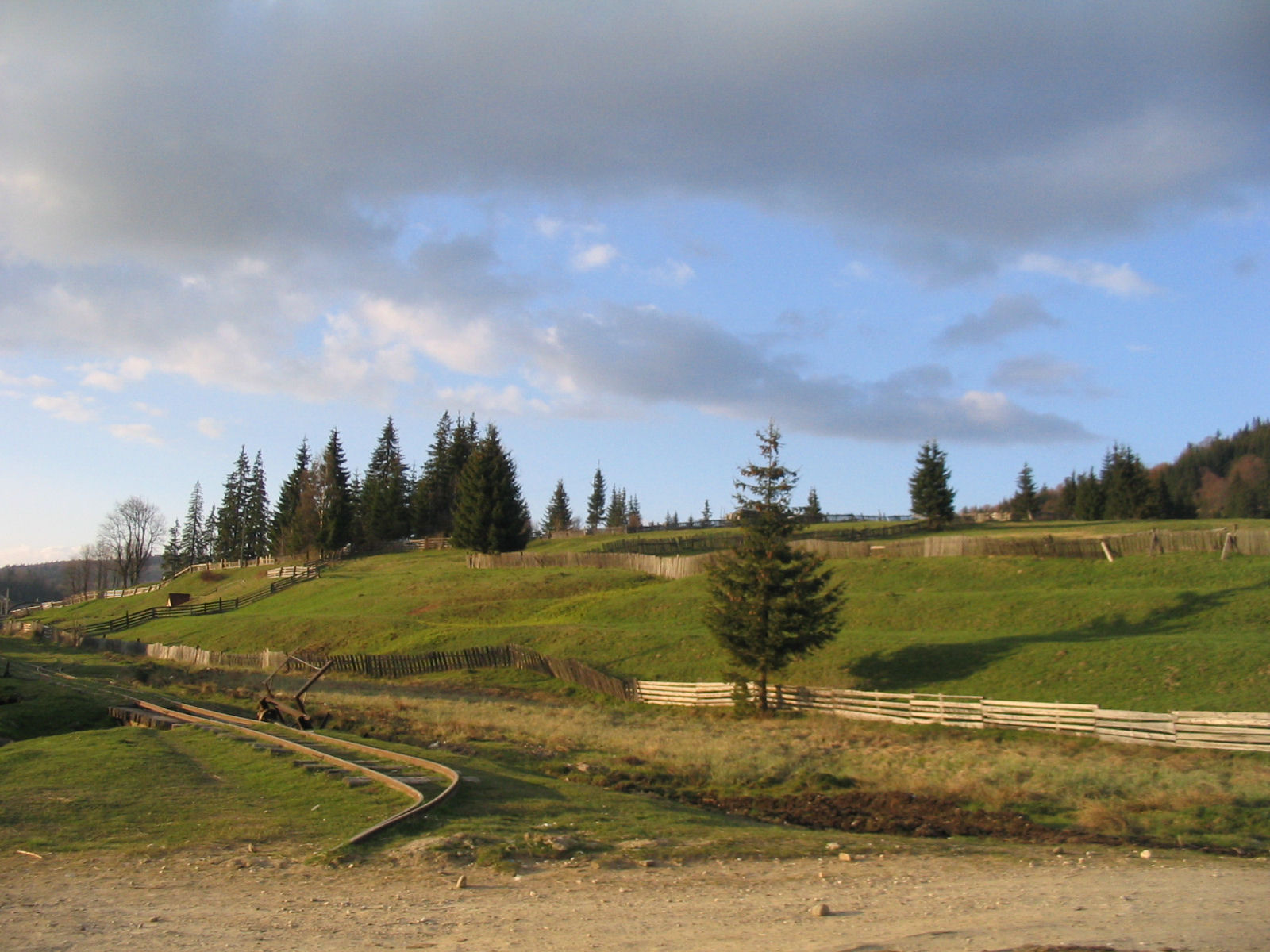
Háromszéki-havasok

Három domborzati egység különül el: egy külső, 1500 m-nél magasabb rész, a Nemere-hegység, a Háromszéki- és Bodzai-havasokban, egy második, központi rész, melyet a Brassói-medence északi nyúlványai alkotnak és egy magasabb, belső rész, ahol a hegycsúcsok csak ritkán haladják meg az 1100 m-t (Persányi-hegység, Baróti- és Bodoki-hegység).
A legkiterjedtebb rész, 107 000 hektár, a medence, ami Kovászna megye összterületének 29%-át teszi ki.
Kőzettani felépítés
Háromszék területe a Keleti-Kárpátok egyik része, melynek felépítésében jura, kréta, paleogén, neogén és negyedkori rétegek vesznek részt. Ezeket úgy üledékes, mint intruzív és effuzív magmás kőzetek képviselik.
Szerkezet-tektonikai szempontból a szék területe a kristályos-mezozoós övezet kréta-paleogén flis és a neogén vulkanitok egységeihez tartozik.
Éghajlat
A szék elhelyezkedése és a domborzat jellegzetes hegyközi-medence topoklímát hoznak létre, szélsőséges hatásokkal. Gyakoriak és erőteljesek a hőmérsékleti inverziók, a minimum hőmérsékletek nagyon alacsonyak és a légmozgások enyhék. Az évi átlaghőmérséklet 7,1°C és 7,6°C között mozog.
A leginkább a hideg évszakra jellemző hőmérsékleti inverziók hatására a januári átlaghőmérséklet a medence alján ugyanannyi, vagy még kevesebb, mint a környező hegyekben, 1000 m fölötti magasságban.
Figyelembe véve magasságát, a csapadékmennyiség kevés. Az évi átlag csapadékmennyiség 500–580 mm a medence alján és 700–800 mm a magas hegylábakon. Legkevesebb a csapadék télen: kevesebb mint 30 mm az alacsony részeken és 130 mm a hegylábakon, a minimum februárban van (20 mm). A május–augusztus közti időszakban hull a legtöbb eső (több mint 80–100 mm), júniusi csúccsal. A szék egészét tekintve érezhető a csapadékmennyiség csökkenése nyugatról kelet felé, a Kézdivásárhelyi-medencében évi átlagban 50–75 mm-el kevesebb mint a Baróti-medencében.
A helyi környezet domborzata jelentősen befolyásolja a légmozgásokat is. Így, a keleti oldalon az északi és az észak-keleti irányok dominálnak, a nyugati oldalon a nyugati és az észak-nyugati irányok. A legerősebb szelek a domináns szélirányokból fújnak. Kézdivásárhelyen, a Nemere nevű észak-keleti szél évi átlag sebessége 5,1 m/s (18,36 km/h). Általában az átlagsebességek minden irányból meghaladják a 2 m/s-ot.
Vízhálózat

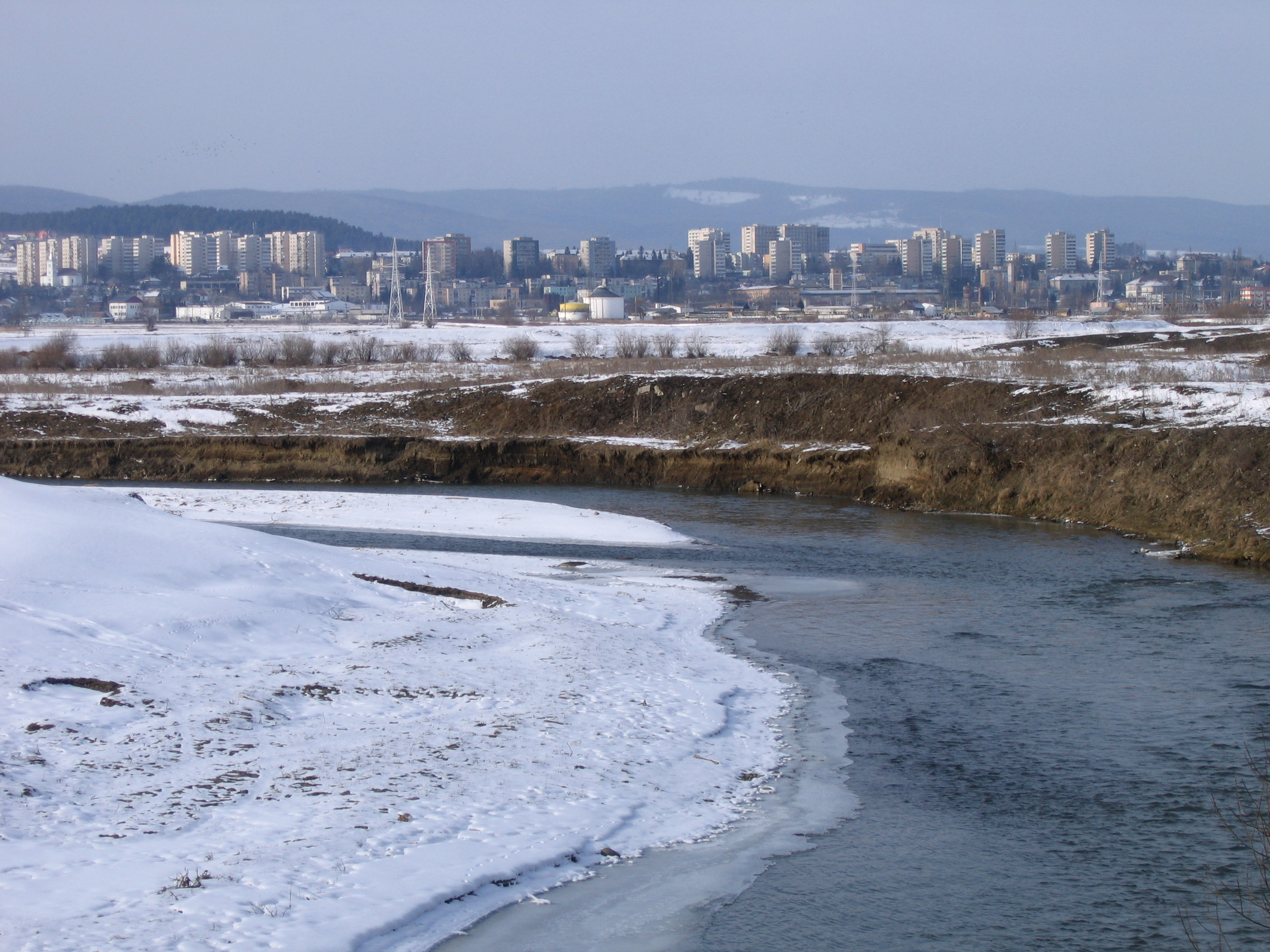
Az Olt Sepsiszentgyörgynél

A geológiai formációk változatossága, melyek a szék felépítésében részt vesznek, jelentős felszínalatti vízkészlet kialakulását tették lehetővé. Az Olt, a Feketeügy és mellékfolyóik árterének pliocén és negyedkori üledékeiben, valamint a lejtőüledékekben felhalmozódott vízkészletek minőségileg kielégítőek, a vidék vízellátásának jelentős erőforrásai. A felszínalatti víztároló rétegekben felhalmozódott vizek hozama eléri az 5–6 liter/másodpercet.
Az ásványvízforrások jelenléte a vidék egyik kiemelkedő jellemvonása. Legnagyobb sűrűségben Kovászna város környékén jelennek meg (főleg szénsavas, bikarbonátos, nátriumos vizek). A hegyek és a medence találkozásánál, az Olt völgyében és a Feketeügy vízgyűjtőjében az ásványvizek szénsavas, konyhasós, kalciumos típusú vizek. Megye szinten több mint 600 ásványvizet adó forrás ismert, ezek közül egy párat palackoznak is. Legismertebbek a bibarcfalvi, bodoki és az előpataki borvizek.
Az Olt és a Feketeügy árterein kedvezőek a feltételek az eutróf lápok megjelenéséhez, ezek közül a rétyi és a kökösi a legismertebbek.

## Történelem

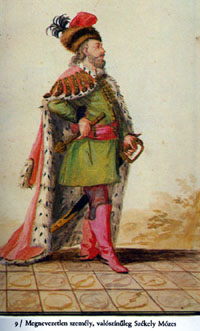
Székely Mózes erdélyi fejedelem

1603-ban Székely Mózes erdélyi fejedelem vesztett csatája és halála után az oláhok egész Sepsiszéket végigrabolták.
1658-ban a törökök Erdélyben, Háromszéken, különösen Miklósváron és Sepsiszéken való portyázásukkor több mint ötezer embert hurcoltak el.
A hétéves háború idején, 1756-1763 között báró Bruckenthal Samu kezdeményezésére porosz hadifoglyokat és szökött katonákat telepítettek le Erdélyben, közülük több mint 50 hadifoglyot Sepsiszék is átvett, kiknek nagy része mesterember volt. Ezek családjai később ideköltöztek. Őket megkülönböztetve a szászoktól németeknek nevezték.
II. József uralkodása alatt Udvarhelyszéket a Barcasággal, Kézdi, Miklósvár és Orbaiszékkel együtt Háromszék megye néven egyesítette, ebből az időből ered a 4 szék gyűjtőnév. Az egyesítésből kimaradt az Udvarhely megyéhez csatolt Bikfalva, Magyaros, Sepsikőröspatak és Sepsimartonos.
1790-1849 között ismét önkormányzat, de a közgyűléseknek nem volt állandó székháza, ideiglenesen magánházban gyűléseztek Sepsiszentgyörgyön egészen 1832-ig székházuk fölépüléséig.
Háromszék az 1876-os megyerendezés során szűnt meg, amikor Felsőfehér vármegyének a területébe ékelődő községeit területéhez csatolva átalakították Háromszék vármegyévé. Területe hozzávetőlegesen megegyezik a mai Kovászna megye területével.

### Háromszék a szabadságharc alatt
Az 1848. november 12-i sepsiszentgyörgyi székgyűlésen elhatározták Háromszék önvédelmét, Berde Józsa kormánybiztos vezetésével.
A szabadságharc küzdelmeiből nemcsak a férfiak, de a sepsiszentgyörgyi nők is kivették részüket: a fennmaradt adatok szerint 111560 töltényt gyártottak, Gábor Áron pedig megkezdte az ágyúk öntését, először Hermányban, majd Kézdivásárhelyen, Szentkereszten és Sepsiszentgyörgyön. Ebben segítségére volt Túróczi Mózes iparos is: először 7, majd 1849. június 20-ig még 63 (többnyire 6 fontos) bronz-, réz- és vaságyút öntetett a székelyek által anyagul összehordott 313 harangból, de a lakosság odaadta a háztartások minden réz- és cíntányérját, de még a gyermekek is golyót öntöttek játékként.
Bem József 8000 honvédje 25 ágyúval 1849. július 20-án ütköztek meg Sepsiszentgyörgynél Clam-Gallas 10000 emberből és 38 ágyúból álló seregével. Június 23-án ugyanitt Gál Sándor 7000 emberből és 24 ágyúból álló serege csatát vesztett Clam-Gallas császári hadával szemben. Veszteségünk 20 halott, 40 sebesült, a ellenségé: 84 sebesült volt. Július. 29-én az osztrákok elfoglalták Sepsiszentgyörgyöt, Kézdivásárhelyt; vele együtt Háromszéket, augusztus 1-jén pedig a Csíkba vezető két szorost, a Nyerges-tetőt és a Mitács szorosát, augusztus 3-án Csíkszeredát és vele együtt a Székelyföldet is.

### Háromszék a szabadságharc után
Sepsiszéket 1850-1860 között, az önkényuralom idején az udvarhelyi katonai kerület uzoni alkörzetébe osztották. Kivételt képeztek a nagyborosnyói alkörzetbe osztott falvak: Besenyő, Bodzaforduló, Egerpatak, Eresztevény, Feldoboly, Kisborosnyó, Magyarszacsva, Nagyborosnyó és Sepsimagyarós volt. Ez utóbbiak az 1850 évi összeíráskor megkülönböztették egymástól a magyar és a székely nemzetiségeket: ez összeírás szerint az alkörzetben összesen 61 magyart és 25032 székelyt számoltak össze.
1860 után a polgári közigazgatás szerint Sepsi fiókszékből, Sepsiszentgyörgy és Illyefalva (korábbi taxális hellyel) mezővárosból (ezek 1876-ig önálló törvényhatóságok voltak) lett a sepsi felső (feketeügyi) járás, székhelye, melyhez Kisborosnyó és 18 helység tartozott. Sepsi alsó (olti) járáshoz, melynek székhelye: Kilyén volt 19 helység és 2 mezőváros tartozott.
1870-ben 110.055 lakosa volt, melyből 50.097 (45,5%) református, 38.685 (35,2%) római katolikus, 13.890 (12,6%) ortodox, 4.689 (4,3%) unitárius, 2.228 (2%) görög katolikus és 466 egyéb vallású. 85% magyar, 14,5% román nemzetiségű.
Az 1876 évi 33. törvénycikk a vármegyerendezéskor Sepsiszéket Háromszék vármegyébe sorolta, községeit pedig a sepsi járásba osztotta be.
Egy 1861-ben kelt oklevél szerint Háromszék, vagy Sepsi, Kézdi, Orbai, Miklósvár fiuszék gyüléseit Sepsiszentgyörgyön tartotta.

## Külső hivatkozások
- Megjegyzés: Az infoboxban szereplő népesség Kovászna megye népessége (2007-es adat).
- Háromszék - Szívedbe zárod!
- https://web.archive.org/web/20171029173519/http://www.covasna.info.ro/haromszek-foldrajza/